# Pseudo-Tertuliano
Pseudo-Tertuliano es el nombre que estudiosos asignaron al ignoto autor de Adversus Omnes Haereses, un apéndice a la obra De praescriptionem haereticorum, de Tertuliano. En ella enumera 32 herejías. Existe consenso en que no es de la autoría de Tertuliano.
Una teoría tradicional es que la obra es una traducción al latín de un original griego, una obra perdida: Syntagma, escrita por Hipólito, c. (cerca de, aproximadamente) el año 220. En estudios recientes, de acuerdo con una teoría de la Richard Adelbert Lipsius, se sugiere que este trabajo, Syntagma, habría sido fuente común para Filastrio y para el Panarion, de Epifanio. En la Enciclopedia Católica se menciona que este pseudo-Tertuliano probablemente haya sido Victorino de Petovio.

## Otro pseudo-Tertuliano
El nombre «pseudo-Tertuliano» se utiliza también para designar al autor de un poema escrito contra Marción. En la Enciclopedia Católica, a este poema se le describe como «versos hexámetros». Se menciona que probablemente Comodiano escribió el poema.